# دانيلز (ويسكونسن)
دانيلز (بالإنجليزية: Daniels, Wisconsin)‏ هي بلدة تقع بولاية ويسكونسن في الولايات المتحدة. تبلغ مساحتها 92.7 (كم²)، وترتفع عن سطح البحر 299 م، بلغ عدد سكانها 665 نسمة في عام 2000 حسب إحصاء مكتب تعداد الولايات المتحدة وتصل الكثافة السكانية فيها 7.6 نسمة/كم2.

## وصلات خارجية
- http://www.townofdaniels.org/1.html
- The US50 - Cities and Towns in Wisconsin State
- Wisconsin Cities and Towns, Facts, Map, Flag, Colleges, Government, and More